# Грейс (серіал)
«Грейс» — британський телевізійний кримінально-драматичний серіал, що базується в англійському місті Брайтон і Гоув, у якому Джон Сімм виконує головну роль начальника детектива Роя Грейса, завзятого детектива, який, переслідуваний зникненням своєї дружини кілька років тому, розгадує різноманітні випадки.
Серіал, заснований на романах-бестселерах письменника Пітера Джеймса, був адаптований відомим сценаристом Расселом Льюїсом, з парою фільмів, включаючи романи «Просто мертвий» і «Добре виглядає мертвим», знятих у 2020 році для трансляції у 2021 році. Dead Simple, який транслювався в березні 2021 року, залучив приблизно 7,2 мільйона глядачів, що зробило його п'ятою за кількістю переглядів програмою за тиждень з 8 по 14 березня, згідно з BARB.
Після високих показників переглядів першого епізоду, у 2021 році було замовлено другий епізод з трьох фільмів, а трансляція почалася в травні 2022 року. Згодом у 2022 році було замовлено третій епізод, зйомки розпочалися в серпні 2022 року, а трансляція — у березні 2023 року.

## Виробництво
Перша серія була здебільшого знята в Брайтоні і Гоуві; однак зйомки на місцевості також відбувалися в Сассексі, зокрема на кордоні між Східним і Західним Сассексом. Початкові заголовки кожного епізоду містять прогноз доставки, який читає Зеб Соунз. Першу серію, «Просто мертвий», був перенесений у розкладі на тиждень вперед і спочатку був запланований на 21 березня. Це було зроблено для того, щоб уникнути зіткнення із запуском шостого сезону «За службовими обов'язками» BBC. Згодом це призвело до рішення відкласти показ «Добре виглядає мертвим» на пізнішу дату. Згодом, коли перший сезон вийшов в ефір у Сполучених Штатах, це означало, що «Добре виглядає мертвим» був доступний для трансляції понад рік до його трансляції у Британії.
У травні 2021 року було замовлено другий сезон «Грейс». Зйомки почалися у вересні 2021 року в містечку Берджесс-Гілл у Західному Сассексі. Друга серія адаптує наступні три романи серії Грейс, «Недосить мертвих», «Сліди мерця» та «Мертве завтра». Трансляція другого сезону розпочалася у Великій Британії 24 квітня 2022 року, першим епізодом стала «Добре виглядає мертвим».
У травні 2022 року було замовлено третій сезон, адаптований з романів «Мертві, як ти», «Хватка мерця» і «Ще не мертві». Для цього сезону Рассел Льюїс залишив посаду шоуранера та головного сценариста; колишні сценаристи з Уайтчепела Бен Корт і Керолайн Іп написали два епізоди, а плідний сценарист Ед Вітмор написав інший. У серії також представлений Сем Гоар як новий ACC після відходу Ракі Айоли в кінці другого сезону.
У квітні 2023 року в Instagram Сімм підтвердив, що Грейс повернеться в четвертому сезоні з чотирма серіями 2024 року, а наступного року було підтверджено вихід в ефір п'ятої серії, також з чотирьох епізодів, у 2025 році.

## Акторський склад
- Джон Сімм — детектив-суперінтендант Рой Грейс
- Річі Кемпбелл — сержант-детектив Гленн Бренсон
- Ракі Айола — помічник старшого констебля Елісон Воспер (сезон 1–3)
- Джеймс Д'Арсі — детектив-суперінтендант Кассіан П'ю (серія 2)
- Сем Гоар — помічник головного констебля Кессіан П'ю (серія 3)
- Крейг Паркінсон — детектив Норман Поттінг
- Лаура Ельфінстоун — DS Белла Мой
- Бред Моррісон у ролі DC Ніка Ніколла
- Амака Окафор як DC Емма-Джейн Бутвуд (серія 1)
- Зої Теппер — Клео Морей (серія 2–)
- Клер Келбрейт — Сенді Грейс (серія 2–)
- Едріан Роулінз — Гаррі Фрейм (серія 1)
- Стівен Гартлі — Шон Клінгер (серія 2)

## Сезони
| Сезон | Епізоди | Епізоди | Оригінальний показ | Оригінальний показ |
| Сезон | Епізоди | Епізоди | Перший показ       | Останній показ     |
| ----- | ------- | ------- | ------------------ | ------------------ |
| 1     | 1       | 1       | 14 березня 2021    | 14 березня 2021    |
| 2     | 4       | 4       | 24 квітня 2022     | 22 травня 2022     |
| 3     | 3       | 3       | 19 березня 2023    | 2 квітня 2023      |
| 4     | 4       | 4       | 2 липня 2024       | 23 липня 2024      |
| 5     | 4       | 4       | TBC 2025           | TBC 2025           |

### Сезон 1 (2021)
| № серії | Назва серії      | Режисер(и)     | Сценарист(и) | Оригінальна дата показу | Глядачів UK (млн) |
| --- | ---------------- | -------------- | ------------ | ----------------------- | ----------------- |
| 1 | «Просто мертвий» | Джон Александр | Рассел Льюїс | 14 березня 2021 року    | 7.27(#5)          |
| Група друзів на парубочій вечірці потрапляє в дорожньо-транспортну пригоду і гине, окрім нареченого, заможного забудовника з Брайтона, який зник безвісти. Детектив-суперінтендант Грейс звертається за допомогою до свого колеги детектива сержанта Бренсона. Пошуки та розслідування виводять на слід нареченої, його найкращого друга та бізнес-партнера. |                  |                |              |                         |                   |

### Сезон 2 (2022)
| № серії | Назва серії              | Режисер(и)  | Сценарист(и) | Оригінальна дата показу                                                    | Глядачів UK (млн) |
| --- | ------------------------ | ----------- | ------------ | -------------------------------------------------------------------------- | ----------------- |
| 1 | «Добре виглядає мертвим» | Джулія Форд | Рассел Льюїс | 4 травня 2021 року (Сполучені Штати) 24 квітня 2022 року (Велика Британія) | 4.91 (#8)         |
| Коли на горі Даунс знаходять частини тіла молодої жінки, Грейс вважає, що це вбивство пов'язане з двома попередніми вбивствами, пов'язаними з передозуванням секс-наркотиків. Тим часом місцевий бізнесмен натрапляє на флешку з ключем доступу до сайту темної павутини, де він стає свідком вбивства жінки, а тіньові оператори сайту попереджають його, щоб він не звертався до поліції, інакше постраждає його сім'я. |                          |             |              |                                                                            |                   |
| 2 | «Недостатньо мертвий»    | Браян Келлі | Рассел Льюїс | 1 травня 2022 року                                                         | 5.06 (#4)         |
| Коли бізнесвумен Катю Бішоп жорстоко вбивають, усі докази вказують на її чоловіка-бізнесмена Кіта (Артур Дарвілл), особливо коли його подругу також знаходять мертвою у схожий спосіб. Єдина проблема полягає в тому, що Кіт має надійне алібі на обидва вбивства - тож як він міг бути в двох місцях одночасно? В цей час Грейс знайомиться з новою судовою патологоанатомкою Клео Морей (Зої Таппер), але їхні стосунки починаються несподівано, коли вона стає останньою мішенню кілера, який стежить за кожною миттю життя Грейс і її команди. Чи може Кіт Бішоп бути пов'язаний з цим? І якщо так, то чи вдасться Грейс зупинити його до того, як він скоїть нові злочини?                                           |                          |             |              |                                                                            |                   |
| 3 | «Сліди мерця»            | Браян Келлі | Рассел Льюїс | 8 травня 2022 року                                                         | 5.12 (#3)         |
| Виявлення скелетних решток у зливовій каналізації Брайтона і молода дівчина, на яку полює озброєний кілер, здавалося б, не пов'язані між собою, аж поки ці дві справи несподівано не переплітаються у найнеймовірніший спосіб. У цей час на допомогу команді приїжджає колишній колега Грейса із столичної поліції Кассіан П'ю (Джеймс Д'Арсі), який негайно береться за відновлення розслідування справи про зникнення дружини Грейса. Коли вони зіштовхуються з протиріччями, це незабаром перетворюється на битву воль, оскільки давні вороги повинні об'єднатися, щоб врятувати Еббі Мортон (Кеті Кларксон-Гілл) та її стареньку матір від тих, хто відчайдушно намагається повернути аркуш з безцінними марками.     |                          |             |              |                                                                            |                   |
| 4 | «Мертве завтра»          | Кейт Саксон | Рассел Льюїс | 22 травня 2022 року                                                        | 5.03 (#6)         |
| Коли з дна Ла-Маншу піднімають тіло невідомої Джейн Доу, Грейс і його команда потрапляють у похмурий світ організованого злочинного угруповання, очолюваного фіксеркою Джулією Жиру (Жозефін де ла Бом) і корумпованим шарлатаном Роджером Ганніслейком (Стівен Боксер), які займаються вилученням органів нелегальних іммігрантів для приватного продажу. Зникнення місцевого риболовецького траулера, який використовувався для днопоглиблювальних робіт, виявляється життєво важливою зачіпкою в розкритті цієї справи. У приватному житті у Грейс все йде добре, аж поки йому не дзвонить колишній колега, який стверджує, що володіє інформацією, яка вказує на те, що його колишня дружина Сенді може бути ще жива. |                          |             |              |                                                                            |                   |

### Сезон 3 (2023)
| № серії | Назва серії     | Режисер(и)     | Сценарист(и)           | Оригінальна дата показу | Глядачів UK (млн) |
| --- | --------------- | -------------- | ---------------------- | ----------------------- | ----------------- |
| 1 | «Мертвий як ти» | Джон Александр | Бен Корт і Керолайн Іп | 19 березня 2023 року    | 5.63 (#4)         |
| Моторошна подія в готелі «Роял Едвард» у ніч від'їзду АСС Воспера ставить Грейс у скрутне становище.                      |                 |                |                        |                         |                   |
| 2 | «Хватка мерця»  | Ішер Сахота    | Ед Вітмор              | 26 березня 2023 року    | 5.77 (#4)         |
| На місці трагічної дорожньо-транспортної пригоди несподівана знахідка свідчить про більше, ніж здається на перший погляд. |                 |                |                        |                         |                   |
| 3 | «Ще не мертвий» | Вільям Сінклер | Бен Корт і Керолайн Іп | 2 квітня 2023 року      | 5.38 (#4)         |
| Команда розділяється, щоб розслідувати шокуючий напад на музиантку та жахливу знахідку на свинофермі.                     |                 |                |                        |                         |                   |

### Сезон 4 (2024)
Серіал транслювався з 2 липня 2024 року на BritBox у США. На ITV1 його транслюватимуть пізніше, 1 вересня 2024 року.
| № серії | Назва серії           | Режисер(и)     | Сценарист(и)                 | Оригінальна дата показу | Глядачів UK (млн) |
| ------- | --------------------- | -------------- | ---------------------------- | ----------------------- | ----------------- |
| 1       | «Час мерця»           | Браян Келлі    | Ед Вітмор                    | 2 липня 2024 року       | Н/Д               |
| 2       | «Хочу, щоб ти помер»  | Білл Елтрінгем | Бен Корт і Керолайн Іп       | 9 липня 2024 року       | Н/Д               |
| 3       | «Ти мертвий»          | Ден Зефф       | Тоні Марчант і Рассел Льюїс  | 16 липня 2024 року      | Н/Д               |
| 4       | «Люблю тебе мертвого» | Кейт Саксон    | Рассел Льюїс і Джесс Вільямс | 23 липня 2024 року      | Н/Д               |

### Сезон 5 (2025)
| № серії | Назва серії                 | Режисер(и)     | Сценарист(и)   | Оригінальна дата показу | Глядачів UK (млн) |
| ------- | --------------------------- | -------------- | -------------- | ----------------------- | ----------------- |
| 1       | «Потрібен ти мертвий»       | Буде визначено | Буде визначено | 2025 рік                | Буде визначено    |
| 2       | «Помреш, якщо не зробиш»    | Буде визначено | Буде визначено | 2025 рік                | Буде визначено    |
| 3       | «Мертвий з першого погляду» | Буде визначено | Буде визначено | 2025 рік                | Буде визначено    |
| 4       | «Знайти їх мертвими»        | Буде визначено | Буде визначено | 2025 рік                | Буде визначено    |